# Palais Obizzi
 (septembre 2020).

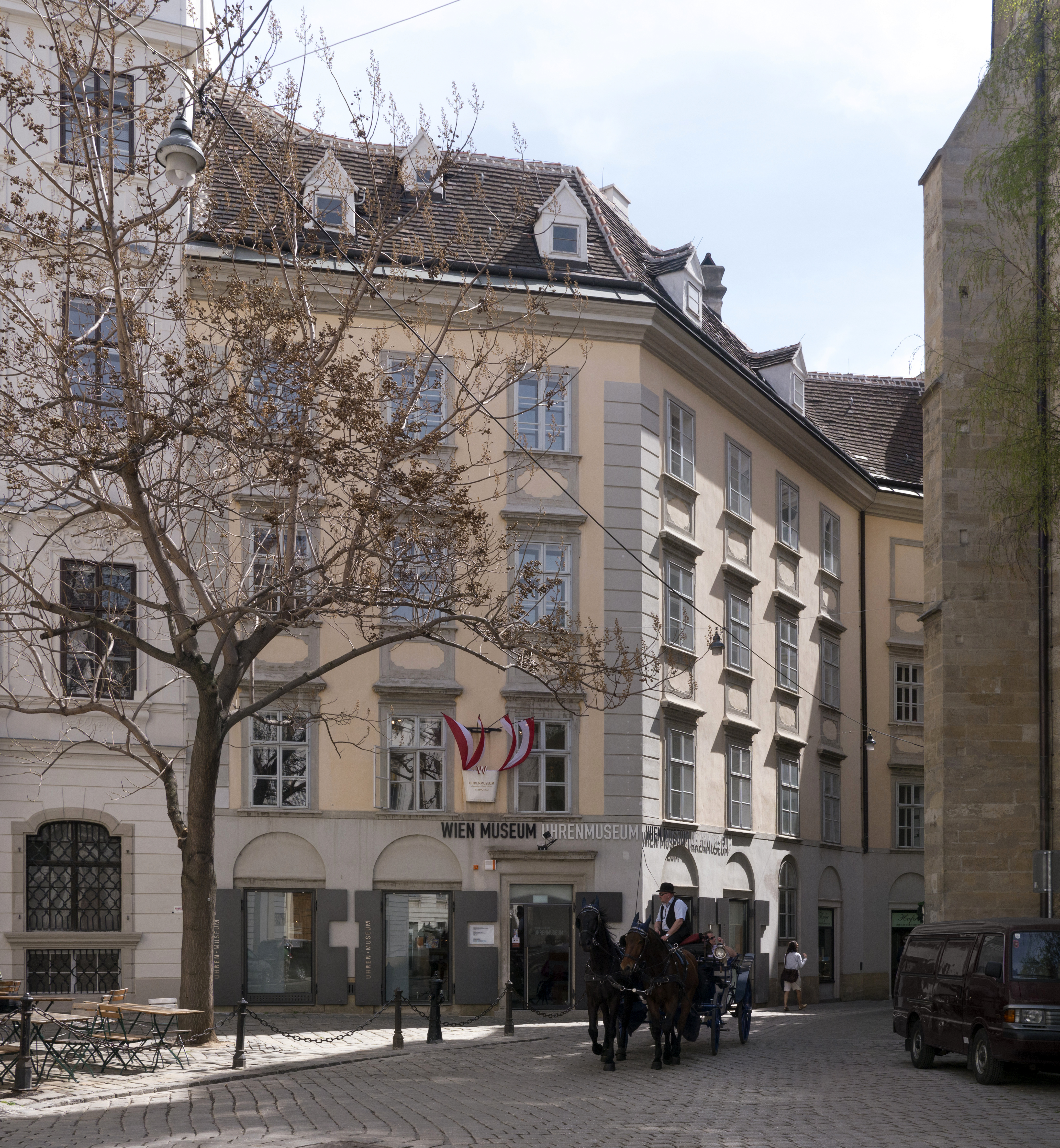
Palais Obizzi

Le Palais Obizzi est un palais urbain de Vienne situé dans l'Innere Stadt. La façade du palais, contrairement à son intérieur et à son mobilier, est encore complètement intacte. La façade mono-axe faisant face à la Steindlgasse est particulièrement frappante. 

## Histoire
La maison d'origine sur le site du Palais actuel appartenait à la famille Starhemberg depuis 1684. En 1690, la maison est finalement entrée en possession du commandant de la garde de la ville, Ferdinand Marchese von Obizzi. Il fit agrandir la maison dans le palais d'aujourd'hui et l'éleva d'un étage. Au cours de ces travaux, l'intérieur du palais en particulier a été richement décoré de peintures murales et de stucs. Dans les années 1799 à 1826, il devint la propriété du comte Marzani. À partir de 1826, seules les familles de la classe moyenne sont devenues propriétaires du palais. 
En 1901, la ville de Vienne a finalement décidé d'acheter le bâtiment, car il était principalement considéré comme un obstacle à la circulation dans le développement urbain. Finalement, il a été décidé de ne pas démolir le Palais Obizzi. En 1917, les locaux ont été mis à la disposition du musée de l'horlogerie nouvellement fondé, qui a ouvert sa première exposition en 1921 et y est toujours situé aujourd'hui. 

## Liens web
- Vienne History Wiki, article Obizzipalais
- Planet Vienne - Palais Obizzi
- Musée de l'Horloge au Palais Obizzi

## Source de traduction
- (de) Cet article est partiellement ou en totalité issu de l’article de Wikipédia en allemand intitulé « Palais Obizzi » (voir la liste des auteurs).